# Certificato di conoscenza della lingua italiana
Il Certificato di conoscenza della lingua italiana (CELI) è una valutazione della conoscenza della lingua italiana. Gli esami possono essere sostenuti in italia presso l'Università per stranieri di Perugia e i centri d'esame con essa convenzionati, nonché, all'estero, presso gli Istituti italiani di cultura.
Ci sono sei livelli del CELI; in ordine crescente di difficoltà, essi sono:
- CELI – Impatto, corrispondente al livello A1 del QCER,
- CELI 1, corrispondente al livello A2,
- CELI 2, corrispondente al livello B1,
- CELI 3, corrispondente al livello B2,
- CELI 4, corrispondente al livello C1,
- CELI 5, corrispondente al livello C2.

Il Ministero dell'istruzione, dell'università e della ricerca ha stabilito con la circolare ministeriale n. 39 del 2005 che il CELI 3 è sufficiente per attestare la conoscenza della lingua necessaria per iscriversi all'università in Italia (ferma restando l'autonomia delle istituzioni universitarie); ha inoltre riconosciuto con la medesima circolare il CELI 5 come unico titolo valido per attestare la conoscenza della lingua italiana necessaria per insegnare in scuole e istituti, statali e non, con lingua di insegnamento italiana.